# Панченко Володимир Григорович
Володимир Григорович Па́нченко (народився 24 липня 1962 в смт. Ржищів Київської області) — український економіст, громадський діяч і підприємець.

## З життєпису
Кандидат історичних наук, експерт в сфері економічної та індустріальної політики. Автор понад 100 статей та книг, в тому числі видання по спеціальним економічним зонам та індустріальним паркам. Розробник кількох національних стратегій розвитку та автор стратегій розвитку окремих секторів, співрозробник законів про індустріальні парки.
Директор Аналітичного центру економіко-правових досліджень та прогнозування Федерації роботодавців України. Заступник Голови Правління CMD-Ukraine (ГО «Центр розвитку ринкової економіки»), контент-директор Київського міжнародного економічного форуму (КМЕФ).
15 років займався бізнесом, створював і керував підприємствами з чисельним складом 500 осіб і більше. Працював директором Міжнародного центру перспективних досліджень, директором департаменту інвестицій та інновацій Міністерства економічного розвитку і торгівлі України, радником міністра. Очолював департамент промисловості Національного космічного агентства України.

## Освіта і наукові ступені
- 2019 — докторант Маріупольського державного університету за спеціальністю «Світове господарство і міжнародні економічні відносини», 08.00.02.
- 2011 — магістр державного управління, Дніпропетровський регіональний інститут державного управління Національної Академії державного управління при Президентові України.
- 2009 — науковий ступінь кандидата історичних наук за спеціальністю «Історія України», Запорізький національний університет, наукове дослідження «Розвиток економічної платформи націоналістичних організацій в Україні в 1920-1950-х роках», 07.00.01.
- 2005 — магістр ділового адміністрування, Міжнародний інститут менеджменту (Київ).
- 1990 — аспірант, Дніпропетровський інститут інженерів транспорту (наукова тема «Покращення якості гальванічного покриття, що виникає в процесі електроосадження сплаву золото-нікель за рахунок використання спеціальних електроімпульсів»).
- 1986 — інженер-електромеханік шляхів сполучення, Дніпропетровський інститут інженерів транспорту.

## Трудова діяльність
- 2021, лютий — по цей час — директор Аналітичного центру економіко-правових досліджень та прогнозування Федерації роботодавців України. Створення стратегічно-аналітичної і дискусійної платформи для генерування стратегій та механізмів розвитку виробничого сектору — осередку реформаторських новацій та розробки технології їх втілення. Аналітичне супроводження реформ від формування ідеї до розробки НПА та секторальних програм до аналізу результатів.
- 2016-2021 — директор КП «Агентства розвитку Дніпра» Дніпровської міської ради. Розробка та впровадження інфраструктурних та інших інвест-проектів суспільного значення, орієнтованих як на індустріальний, так і сталий розвиток у місті Дніпро (зокрема — індустріальний парк «Innovation Forpost», сміттєпереробний завод, український аерокосмічний кластер).
- 2014—2016 — заснував Інститут суспільно-економічних досліджень. Підготовка аналізу нормативно-правових актів Верховної Ради України. Київський міжнародний економічний форум (КМЕФ) — контент-директор. Розробка стратегії форуму; підготовка змісту тематичних панелей, досліджень; контакти зі спікерами. Проведення досліджень, підготовка публікацій на економічну та політичну тематику, проведення круглих столів, презентацій досліджень і дискусій. BDO Company: організація переговорів з інвесторами і фінансовими організаціями.
- 2013 — директор Міжнародного центру перспективних досліджень[1]
- 2012-2013 — радник Міністра Міністерства економічного розвитку і торгівлі України. Відповідав за підготовку та аналіз програм міністерства, пов'язаних з інвестиційною, інноваційною діяльністю і індустріальної політикою.
- 2010—2011 — директор департаменту інвестиційної та інноваційної політики Міністерства економіки України. Відповідав за координацію проекту «Вдосконалення стратегій, політики та регулювання інновацій в Україні» фінансованого Європейським Союзом, керував розробкою фінального документа «Політичні пропозиції до вдосконалення інноваційної діяльності в Україні», координував проект підтримки ДПП в Україні, фінансований USAID. Відповідав за супровід української частини Українсько-Австрійської комісії з питань інвестицій та інновацій. Був залучений до розробки програм реформування Міністерства економіки, а також до розробки стратегії економічного розвитку України.
- 2009 — директор департаменту промислової політики Національного космічного агентства України. Керував розробкою та прийняттям агентством «ПРОГРАМИ 10» — програми управління підприємствами за новими, ринковими правилами.
- з 2009 — директор Інституту суспільних досліджень[2]
- з 2005 — президент Асоціації виробників профільних виробів із полімерів
- 2000—2009 — президент компанії ТОВ СП ІІ «Вента Україна», Дніпропетровськ
- 1990—2000 — директор з зовнішньоекономічних зв'язків ТОВ СП «Ібоя», Дніпропетровськ
- 1986—1988 — викладацька робота, навчання в аспірантурі Дніпропетровського інституту інженерів транспорту

## Громадська діяльність
- Член президії Ради національних асоціацій товаровиробників при Кабінеті Міністрів України, голова Комісії з питань податкової та митної політики (2006—2010)
- Член Союзу промисловців та підприємців
- Член Національної спілки журналістів України
- Головний редактор всеукраїнського видання Експедиція XXI
- Засновник етнографічного клубу Пантурист
- Разом з однодумцями у 2003 році заснував ГО «Інститут суспільних досліджень», що працює як самостійна науково-дослідна просвітницька фундація, котра спеціалізується на фаховому дослідженні та популяризації ключових тем історії України.
- Від 2010 року є членом клубу «КОЛО»[3]
- У 2014 заснував поетичний конкурс «Бентежить душу батьківська земля» імені своїх батьків — Григорія та Ганни Панченків.
- 11 грудня 2018 року приєднався до Народного Руху України.

## Книги
Є автором та співавтором кількох книг, серед яких:
1. 50 відтінків самолегітимації. Від економічного націоналізму до економічного патріотизму / В. Г. Панченко. — К.: Аграр Медіа Груп, 2018. — 280 с.
2. Держава біля керма: теорія та практика українського економічного націоналізму (XX — початку XXI ст.) / Панченко Володимир. монографія. — Дніпро: Герда, 2017. — 340 с. ISBN 978-617-7097-84-5
3. Формування економічної платформи організації українських націоналістів: Панченко Володимир Григорович; ДВНЗ «Запоріз. нац. ун-т» М-ва освіти і науки України. — Запоріжжя, 2009. — 249 с.
4. Вітчизняна практика та світовий досвід СЕЗ і ТПР. В. Панченко, О. Чмир, Ю. Гусев, В. Пила. Видавництво «Вістка», 2013. — 252 с. ISBN 978-966-8875-97-7

Має понад 50 публікацій в суспільно-політичних та спеціалізованих виданнях, в тому числі виданнях зі спеціальних економічних зон.

## Відзнаки
- Почесний директор Інституту суспільних досліджень[4]